# Désacidification de masse
La désacidification de masse est un ensemble de techniques utilisées par les grandes bibliothèques et les archives pour la conservation du papier. Elle vise à lui retirer son acidité et ainsi à freiner son vieillissement. Elle se pratique selon plusieurs procédés.

## Sources
- Nathalie Buisson, « La désacidification de masse : présentation des principaux procédés, état de la question », journée d'étude du 29 mars 2011 à la Bibliothèque nationale de France, dans Actualités de la conservation, no 31, 2012, 15 p. (voir aussi les diapositives).